# Sosh
 (septembre 2018).
Si vous disposez d'ouvrages ou d'articles de référence ou si vous connaissez des sites web de qualité traitant du thème abordé ici, merci de compléter l'article en donnant les références utiles à sa vérifiabilité et en les liant à la section « Notes et références ».
Sosh est une marque française de téléphonie mobile, développée en France et appartenant à l'opérateur français Orange depuis le 6 octobre 2011. Elle propose des offres ayant la spécificité d’être sans engagement, sur le réseau Orange.

## Lancement
À l'image de RED by SFR et B&You, marques développées respectivement par SFR et Bouygues Télécom, Sosh constitue l'un des « outils de défense » mis au point par Orange pour contrer l'arrivée de Free Mobile, le 4e opérateur sur le marché français,.

## Description
Sosh, marque de l'opérateur Orange, est une gamme d'offres à bas prix développée pour atteindre la jeune génération informatisée (personnes surnommées « digital natives »). Pour ce faire, elle se donne une image communautaire et jeune.
Les offres Sosh sont sans engagement et accessibles uniquement sur internet. L'accompagnement des clients Sosh se fait par le biais d'un forum d'entraide communautaire ou par un service de chat en ligne avec des conseillers Sosh. Le téléphone mobile n'est pas subventionné, il est proposé au plein tarif avec paiement comptant à la commande ou par mensualités via FranceTel, filiale du groupe Orange. Les téléphones portables ne sont pas liés à un programme fidélité.
Le slogan de fin 2014 « Je suis passé chez Sosh » est sous la forme d'un virelangue.

## Abonnements mobiles et box internet

### Évolution des forfaits sans engagement

#### 2011: le lancement
Lors de son lancement sur le marché de la téléphonie mobile en France fin 2011, Sosh proposait 3 offres mobiles sans engagement. Le premier forfait de l'opérateur comprenait notamment 2 heures d'appels ainsi que 500 Mo de données mobiles. Cette offre basique était facturée 19,90 €. L'offre de milieu de gamme était pour sa part proposée à 29,90 € par mois et intégrait 5 heures d'appels ainsi que 1 Go de data. Enfin, la formule la plus complète proposait également 1 Go à utiliser en 3G ainsi que les appels illimités pour 39,90 € mensuels. À noter que pour l'ensemble de ces forfaits, les SMS et MMS étaient disponibles en illimité.

#### 2013: une nouvelle grille plus claire entre les offres basiques et celles plus 'premium'
Après plusieurs évolutions, Sosh a rapidement proposé un quatrième forfait sans engagement. La gamme tarifaire a également évolué avec des tarifs rapidement revus à la baisse. En avril 2013, l'opérateur adopte d'ailleurs la grille tarifaire qui sert de base à celle utilisée aujourd'hui (2018). L'arrivée du forfait à 4,90 € permet ainsi d'opérer une distinction nette entre les offres basiques à 5 et 10 € et les offres plus complètes proposées pour près de 20 et 25 €. C'est ce dernier forfait qui sera d'ailleurs le premier à profiter de la 4G, à partir de janvier 2014.

#### 2015, puis 2017: la percée de la data
Dès 2015, Sosh continue d'ajuster ses offres et propose des forfaits avec 3 et 5 Go de data. De même, à partir de 2017, pour suivre la tendance, les capacités de data augmentent fortement : le mois d'avril 2017 permet aux consommateurs de voir les forfaits Sosh à 19,90 et 24,90 € proposer respectivement 20 Go et 40 Go de data. En 2018, le forfait phare de l'opérateur profite d'une nouvelle augmentation des données mobiles avec 10 Go supplémentaires, il passe ainsi à 50 Go de data. En 2020, Sosh propose à une durée limitée des forfaits 80 Go et 100 Go même après 1 an.

### Évolution des Livebox

#### 2013: le lancement de l'internet fixe Sosh
Si les forfaits mobiles de Sosh ont été commercialisés à partir de 2012, c'est au mois de juin 2013 que l'opérateur a proposé ses offres box internet. Si les abonnements Internet de l'opérateur comprenaient initialement l'offre télévisuelle, cette dernière a finalement été proposée en option.

#### 2018: la fin du quadruple play imposé
Si l'offre box était initialement systématiquement couplée à un forfait mobile, en août 2018, l'offre ADSL/fibre est découplée de l'abonnement mobile. L'opérateur propose donc maintenant indépendamment son offre ADSL/fibre et son offre mobile.

## Nombre d'abonnés
| Date               | Nombre d'abonnés | Différence |         |
| ------------------ | ---------------- | ---------- | ------- |
| Fin décembre 2011  | 28 000           |            |         |
| 15 février 2012    | 90 000           | 62 000     | 62 000  |
| Mai 2012           | 210 000          | 120 000    | 120 000 |
| Septembre 2012     | 540 000          | 330 000    | 330 000 |
| Janvier 2013       | 800 000          | 260 000    | 260 000 |
| Mars 2013          | 1 000 000        | 200 000    | 200 000 |
| Fin décembre 2013  | 1 854 000        | 854 000    | 854 000 |
| Fin mars 2014      | 2 065 000        | 211 000    | 211 000 |
| Fin septembre 2014 | 2 292 000        | 227 000    | 227 000 |
| Fin décembre 2014  | 2 459 000        | 167 000    | 167 000 |
| Fin mars 2015      | 2 611 000        | 152 000    | 152 000 |
| Fin juin 2015      | 2 722 000        | 111 000    | 111 000 |
| Fin mars 2016      | 3 022 000        | 300 000    | 300 000 |
| Fin décembre 2016  | 3 277 000        | 255 000    | 255 000 |
| Fin septembre 2017 | 3 554 000        | 277 000    | 277 000 |
| Fin décembre 2017  | 3 629 000        | 75 000     | 75 000  |
| Fin décembre 2018  | 3 823 000        | 194 000    | 194 000 |
| Fin décembre 2019  | 3 928 000        | 105 000    | 105 000 |
| Fin décembre 2020  | 4 244 000        | 316 000    | 316 000 |
| Fin décembre 2021  | 4 517 000        | 273 000    | 273 000 |
| Fin décembre 2022  | 4 636 000        | 119 000    | 119 000 |
| Fin mars 2023      | 4 617 000        | 19 000     | 19 000  |
| Fin juin 2023      | 4 608 000        | 9 000      | 9 000   |
| Fin septembre 2023 | 4 628 000        | 20 000     | 20 000  |
| Fin décembre 2023  | 4 752 000        | 124 000    | 124 000 |
| Fin mars 2024      | 4 879 000        | 127 000    | 127 000 |